# Chott el Djerid

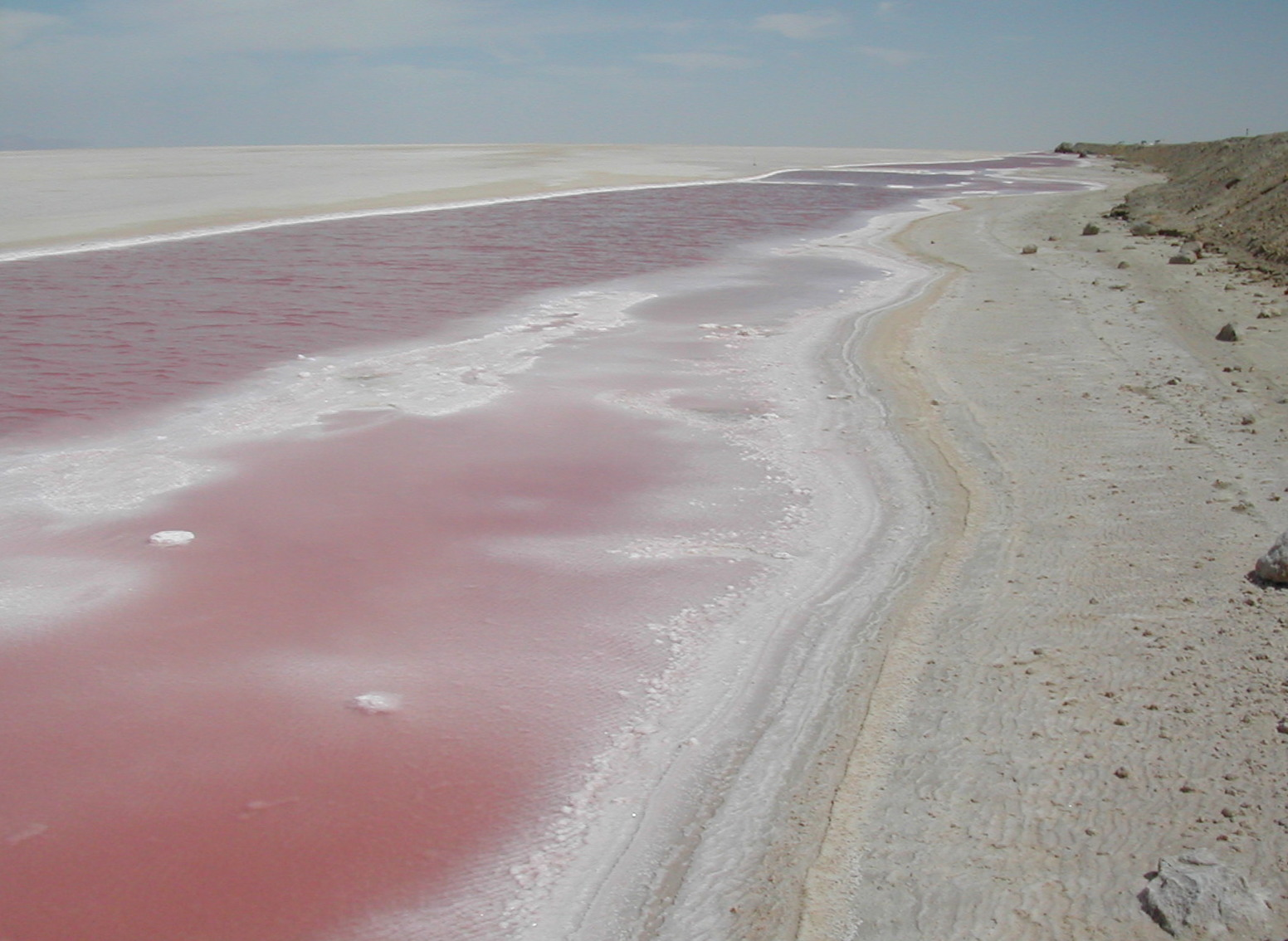
Bakteriengefärbte Salzlaken am Chott el Djerid

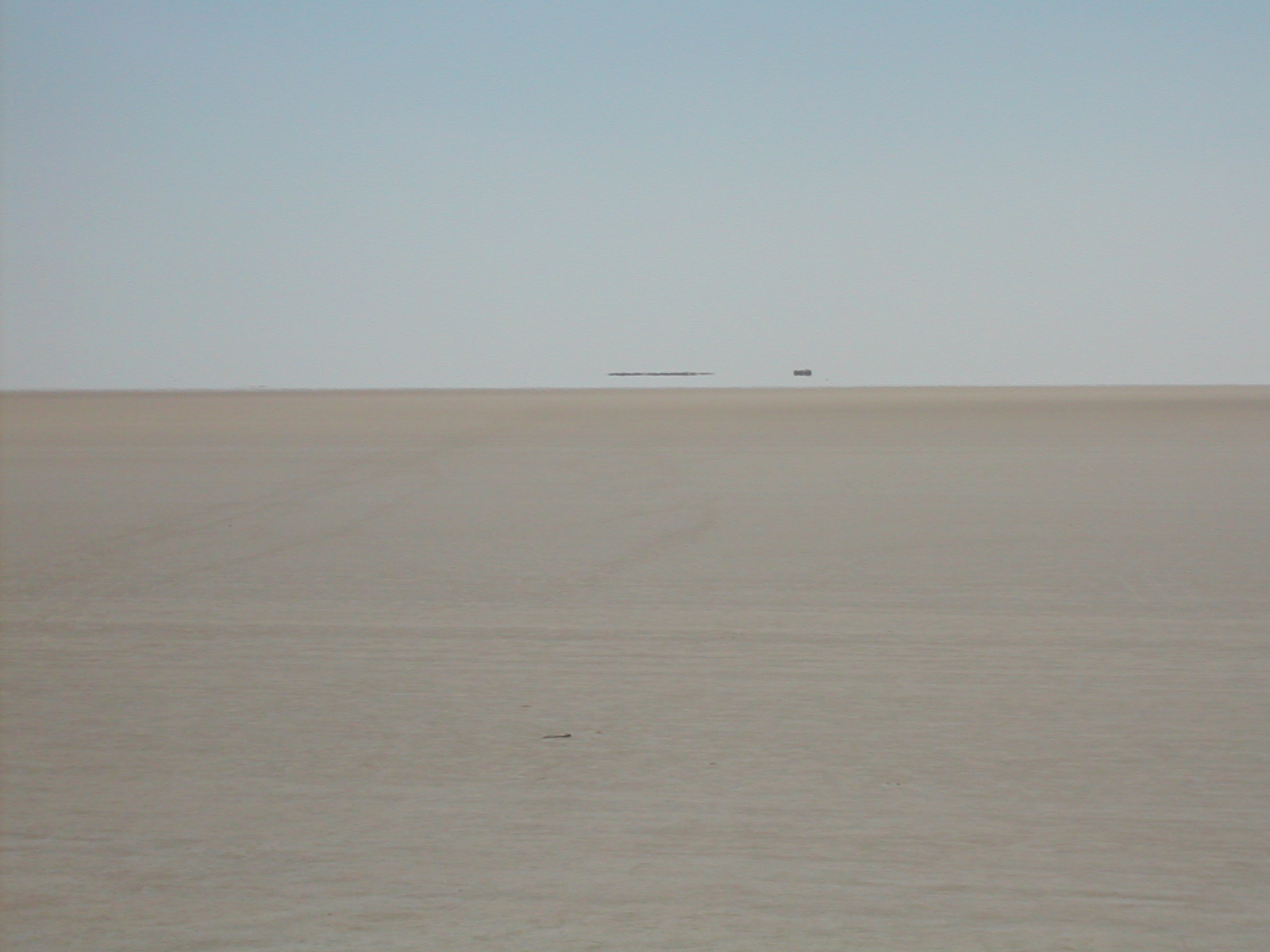
Fata Morgana am Chott el Djerid

Das Chott el Djerid (arabisch شط الجريد, DMG Šaṭṭ al-Ǧarīd, auch Schott el Dscherid) ist ein Sedimentbecken innerhalb einer Depression mit Salzsee im Süden Tunesiens.
Der See selbst wird in der Regel allein als Chott el Djerid bezeichnet. In der Antike wurde das Gebiet Tritonsee (Tritonis Lacus bzw. Tritonis Palus) nach dem Fluss Triton, der See bzw. Sumpf speiste, später auch Salinarum Lacus ‚Salzsee‘ genannt. Die geographische Zuordnung ist allerdings nicht ganz sicher.

## Geographie
Zusammen mit seinen Fortsetzungen Chott el Fedjadj (östlich liegend) und Chott el Gharsa (westlich liegend) hat die Depression eine Fläche von 7.700 km² und eine West-Ost-Ausdehnung von ca. 200 km von der algerischen Grenze bis fast zum Mittelmeer. Die größte Breite der Region liegt bei etwa 70 Kilometern. Damit handelt es sich um das größte Salzseengebiet der Sahara.
Das Chott el Djerid bildet eine abflusslose Senke, die im späten Tertiär ihre heutige Gestalt erhielt. In der Kontaktzone zwischen dem starren Sahara-Tafelland und dem nordafrikanischen Atlasraum entstanden durch tektonische Vorgänge Flexuren, Antiklinalen, Verwerfungen und leichte Geländewellen. Erosionen und weitere Geländehebungen erzeugten im südlichen Tunesien eine Schichtkammlandschaft, die das Chott el Djerid umgibt. Seine südliche Einfassung bildet der sichelförmig gebogene Djebel Tebaga.
Die Oberflächen des Chott el Djerid liegen bei etwa 15 m über dem Meeresspiegel und die des östlichen Chott el Fedjadj steigen bis auf 25 m an. Das westliche Chott el Gharsa befindet sich bereits unter dem Meeresspiegel. Die sich nach Algerien hinein erstreckende Depression vertieft sich in westlicher Richtung und senkt sich im dortigen Chott Melghir auf −26 m ab. Das Gebiet befindet sich aber immer noch in der Phase der tektonischen Hebung, wobei man mit einer uplift rate von 1 bis 3 mm pro Jahr ausgehen kann.
Der Salzsee wird durch Wasserläufe aus den nördlichen Bergen, die herausgespülte Salze mit sich führen, gespeist. Aufgrund der extremen klimatischen Bedingungen (Jahresniederschlag 100 mm, Höchsttemperaturen bis 50 °C) verdunstet das Wasser und die Salze kristallisieren zu einer trockenen Kruste, unter der sich tiefer Schlick befindet. Im Sommer trocknet das Chott fast völlig aus und wird zu einer Salztonebene. Es handelt sich weitgehend um feinlaminare Gipsschichten mit Tonmineraleinlagerungen.
Hier werden Sandrosen abgebaut, aus Tiefen bis zu 50 m. Dabei werden Exemplare mit einem Gewicht bis zu 6 t gefunden.
Nach Regenfällen im Winter und Frühjahr werden große Teile des Chotts überflutet oder verschlammt. Vor allem im Sommer treten bei hochstehender Sonne Luftspiegelungen (Fata Morganas) auf.
Seinen Namen erhielt der Salzsee von der nördlich gelegenen Oasenregion Bled el Djerid (arab.: بلاد الجريد „Land der Dattelpalmen“). Die Hauptorte dieser Region sind die Oasenstädte und früheren Karawanenstationen Tozeur und Nefta. Südlich des Chott el Djerid beginnt die Vollwüste mit dem östlichen Ausläufern des Östlichen Großen Erg. Südöstlich des Salzsees befindet sich das Oasengebiet Nefzaoua mit den Hauptorten Kebili und Douz. Während der französischen Kolonialzeit wurde eine dammartige Piste aufgeschüttet, die Tozeur mit Kebili verbindet. Diese war zeitweilig unpassierbar geworden, 1979 wurde jedoch eine ganzjährig passierbare asphaltierte Dammstraße angelegt. Neben der Straße sieht man heute noch die ursprünglich in die Salzkruste gesteckten Palmwedel, an denen sich jahrhundertelang Wanderer, Kameltreiber und seit dem 20. Jahrhundert auch die Autofahrer orientierten.
Ende des 19. Jahrhunderts gab es Pläne, das Chott el Djerid durch einen Kanal mit dem Meer zu verbinden und somit einen riesigen See zu erzeugen. Der Plan scheiterte jedoch, weil sich herausstellte, dass die Oberfläche des Chott geringfügig über dem Meeresspiegel liegt.
Vor dem Bau der Dammstraße war die Überquerung des Chott el Djerid aufgrund der tückischen Salzkruste oft gefährlich, auch wenn diese an einigen Stellen fest genug ist, um Lastwagen auf ihr fahren zu lassen.
Aus dem 14. Jahrhundert ist hier das spurlose Verschwinden einer Karawane mit 1000 Kamelen und ihren Treibern überliefert.

## Rezeption in Literatur und Film
Karl May beschreibt im ersten Band seines Abenteuerromans Durch Wüste und Harem (später Durch die Wüste) des Orientzyklus Im Schatten des Padishah die Gefahren beim Durchqueren des Chott el Djerid.
Das Chott el Djerid diente unter anderem als Drehort der ersten beiden Star-Wars-Trilogien (Episode 1–6). In Episode 9 kommt der fiktive Planet Tatooine zwar vor, jedoch sind die Szenen hier in Jordanien gedreht.